# Mats Seuntjens
Mats Seuntjens (Breda, 17 april 1992) is een Nederlands voetballer die doorgaans als middenvelder of aanvaller speelt. Seuntjens' oudere broer Ralf Seuntjens speelt ook betaald voetbal. Hij komt sinds 2025 uit voor FC Groningen.

## Carrière

### NAC Breda
Seuntjens begon bij Boeimeer. Hij werd in 2010 opgenomen in de jeugd van NAC Breda en debuteerde op 28 januari 2012 in het eerste elftal van de club, thuis tegen De Graafschap. Het duurde vervolgens bijna een jaar voor hij zijn tweede wedstrijd voor NAC Breda speelde, mede door een gebroken middenvoetsbeentje. Op 20 oktober 2012 speelde hij dertig minuten tegen Vitesse. Daarna miste hij de rest van het seizoen slechts vier wedstrijden. Op 17 maart 2013 maakte hij in de Brabantse derby tegen Willem II zijn eerste goal voor de club. Ook leverde hij zijn eerste assist af in de 29 minuten die hij speelde tegen de rivaal, die met 4-0 verslagen werd.
Waar hij in zijn eerste seizoen vooral als spits speelde, verschoof hij in het seizoen erop langzaam naar het middenveld. Als centrale middenvelder scoorde Seuntjens op 15 september 2013 in de met 5-1 gewonnen wedstrijd tegen Roda JC en gaf hij bovendien een assist. In zijn derde seizoen bij NAC werd hij weer voornamelijk als spits gebruikt, maar ook als rechtsbuiten, linksbuiten en aanvallende middenvelder. Trainer Nebojša Gudelj koos namelijk op het middenveld meestal voor het trio Joeri de Kamps, Erik Falkenburg en Uroš Matić. Dat seizoen degradeerde hij met NAC Breda naar de Eerste Divisie. In die competitie was hij behoorlijk op stoom met dertien goals en zeventien assists. NAC eindigde derde en moest daardoor play-offvoetbal spelen. Het verloor in de finale van rivaal Willem II. Hierop verliet Seuntjens transfervrij NAC Breda. Hij kwam uiteindelijk tot 134 wedstrijden voor NAC, waarin hij 23 keer scoorde.

### AZ
Nadat zijn contract bij NAC afliep vertrok hij transfervrij naar AZ, waar hij een contract voor vier jaar tekende. In zijn eerste seizoen werd hij voornamelijk als aanvallende of centrale middenvelder geposteerd. Op 28 augustus 2016 maakte hij tegen N.E.C. (2-0 overwinning) zijn debuut voor de club als vervanger van Joris van Overeem. Op 29 september debuteerde hij in de UEFA Europa League: hij speelde 63 minuten mee in de 5-0 nederlaag tegen Zenit Sint-Petersburg. Ook speelde hij dat seizoen zes wedstrijden mee bij Jong AZ, dat op dat moment uitkwam in de Tweede Divisie en promotie afdwong naar de Eerste Divisie.
Op 19 november 2017 scoorde hij zijn eerste goal voor AZ. In de 1-0 overwinning op Roda JC was hij goed voor de enige goal. Een dag later speelde hij mee in de wedstrijd tussen Jong Ajax en Jong AZ en was hij in een 4-2 overwinning goed voor een goal en een assist. Waar Seuntjens dat seizoen afwisselend speelde als linksbuiten, rechtsbuiten, aanvallende en centrale middenvelder en spits, verraste hij opnieuw door zijn veelzijdigheid door op 18 april 2018 tegen Vitesse zijn debuut te maken als centrale verdediger naast Pantelis Hatzidiakos. AZ won die wedstrijd met 4-3.
In zijn derde seizoen bij AZ was Seuntjens na het vertrek van Wout Weghorst eerste spits. Hij scoorde dat seizoen acht keer en gaf zeven assists. In drie jaar was hij goed voor 110 wedstrijden en elf goals.

### Gencerbirligi
Hij verruilde AZ in juli 2019 voor Gençlerbirliği, op dat moment spelend op het hoogste niveau in Turkije. Hij werd echter nooit echt onbetwist basisspeler in zijn eerste jaar en kwam tot slechts twintig potjes, waarin hij nimmer het doel wist te vinden.

### Fortuna Sittard
In de zomer 2020 ging Seuntjens naar Fortuna Sittard. In de 2-0 nederlaag tegen FC Twente in de openingswedstrijd op 12 september maakte Seuntjens zijn debuut. Op 25 oktober maakte hij in de 1-3 nederlaag tegen FC Groningen zijn eerste doelpunt van de club. Uit tegen PEC Zwolle (0-2) in het scoorde Seuntjens een mooie goal in de blessuretijd en daarna was hij een van de belangrijke spelers. Hoewel Fortuna na tien speelrondes onderaan stond, eindigden de Limburgers dat seizoen keurig als tiende.
In het seizoen 2021/22 was Seuntjens een dragende speler en scoorde hij negen goals in de Eredivisie. Hij had een goede connectie met Zian Flemming en begon in zeven wedstrijden als aanvoerder aan de wedstrijd. Het seizoen erop was hij met de komst van Burak Yilmaz niet langer meer de belangrijkste aanvaller. Hoewel in tien van de veertien wedstrijden voor de winterstop aanvoerder was, kon hij zelf amper belangrijk zijn voor het team en groeide zijn ontevredenheid. Op 19 december 2022 liet hij daarom zijn tot de zomer van 2023 lopende contract ontbinden. Hij kwam in 79 wedstrijden voor de Limburgers tot zestien goals.

### RKC Waalwijk
Nog geen dag na zijn contractontbinding bij Fortuna Sittard, tekende Seuntjens een contract tot het einde van het seizoen 2022/23 bij RKC Waalwijk. Hij debuteerde op 7 januari 2023, tegen sc Heerenveen (0-0). De wedstrijd erna, tegen FC Volendam, scoorde hij zijn eerste doelpunt voor RKC (1-2). Hij was dat seizoen goed voor vier goals in 19 wedstrijden.

### FC Utrecht
Medio 2023 tekende Seuntjens bij FC Utrecht. Hij debuteerde op 12 augustus, in de eerste speelronde van het seizoen, tegen PSV (0-2). Hij scoorde dat seizoen één keer, tegen Sparta Rotterdam op 26 november (2-1). Na een halfjaar werd zijn contract weer ontbonden.

### Terug bij RKC
Seuntjens tekende in januari 2024 weer bij RKC Waalwijk. Hij maakte zijn rentree op 18 januari tegen Ajax (1-4). Hij scoorde in de tweede helft van het seizoen 2023/24 één keer, op 16 maart tegen Excelsior Rotterdam (1-1).

### CD Castellón
In de zomer van 2024 stapte Seuntjens over naar het Spaanse CD Castellón, dat net gepromoveerd was naar de Segunda División A. Hij speelde 14 wedstrijden voor het team van Dick Schreuder.

### FC Groningen
In januari 2025 kwam Seuntjens terug naar Nederland, dit maal bij FC Groningen, dat hem vastlegde tot de zomer van 2026. Hij debuteerde op 12 januari tegen Almere City FC (0-0). Hij maakte zijn eerste doelpunt op 29 maart tegen NAC Breda (1-1).

## Clubstatistieken

### Beloften
| Seizoen                    | Club            | Competitie      | Totaal | Totaal | Totaal |
| Seizoen                    | Club            | Competitie      | Wed.   | Dlp.   | Ass.   |
| -------------------------- | --------------- | --------------- | ------ | ------ | ------ |
| 2016/17                    | Jong AZ         | Tweede divisie  | 6      | 0      | 2      |
| 2017/18                    | Jong AZ         | Eerste Divisie  | 2      | 1      | 1      |
| Carrière totaal            | Carrière totaal | Carrière totaal | 8      | 1      | 3      |
| Bijgewerkt op 10 juni 2023 |                 |                 |        |        |        |

### Senioren
| Seizoen                    | Club            | Competitie      | Competitie | Competitie | Competitie | Beker | Beker | Beker | Overig | Overig | Overig | Totaal | Totaal | Totaal |
| Seizoen                    | Club            | Competitie      | Wed.       | Dlp.       | Ass.       | Wed.  | Dlp.  | Ass.  | Wed.   | Dlp.   | Ass.   | Wed.   | Dlp.   | Ass.   |
| -------------------------- | --------------- | --------------- | ---------- | ---------- | ---------- | ----- | ----- | ----- | ------ | ------ | ------ | ------ | ------ | ------ |
| 2011/12                    | NAC Breda       | Eredivisie      | 1          | 0          | 0          | 0     | 0     | 0     | —      | —      | —      | 1      | 0      | 0      |
| 2012/13                    | NAC Breda       | Eredivisie      | 22         | 1          | 2          | 1     | 0     | 0     | —      | —      | —      | 23     | 1      | 2      |
| 2013/14                    | NAC Breda       | Eredivisie      | 27         | 1          | 3          | 2     | 2     | 0     | —      | —      | —      | 29     | 3      | 3      |
| 2014/15                    | NAC Breda       | Eredivisie      | 35         | 4          | 1          | 3     | 2     | 1     | 4      | 0      | 2      | 42     | 6      | 4      |
| 2015/16                    | NAC Breda       | Eerste divisie  | 35         | 13         | 17         | 1     | 0     | 0     | 3      | 1      | 2      | 39     | 14     | 19     |
| 2016/17                    | AZ              | Eredivisie      | 21         | 0          | 0          | 4     | 0     | 0     | 10     | 0      | 1      | 35     | 0      | 1      |
| 2017/18                    | AZ              | Eredivisie      | 31         | 3          | 4          | 6     | 0     | 2     | —      | —      | —      | 37     | 3      | 6      |
| 2018/19                    | AZ              | Eredivisie      | 32         | 6          | 5          | 5     | 2     | 2     | 1      | 0      | 0      | 38     | 8      | 7      |
| 2019/20                    | Genclerbirligi  | Süper Lig       | 18         | 0          | 2          | 2     | 0     | 0     | —      | —      | —      | 20     | 0      | 2      |
| 2020/21                    | Fortuna Sittard | Eredivisie      | 31         | 6          | 6          | 2     | 0     | 0     | —      | —      | —      | 33     | 6      | 6      |
| 2021/22                    | Fortuna Sittard | Eredivisie      | 32         | 9          | 4          | 1     | 1     | 1     | —      | —      | —      | 33     | 10     | 5      |
| 2022/23                    | Fortuna Sittard | Eredivisie      | 12         | 0          | 1          | 1     | 0     | 0     | —      | —      | —      | 13     | 0      | 1      |
| 2022/23                    | RKC Waalwijk    | Eredivisie      | 19         | 4          | 8          | 0     | 0     | 0     | —      | —      | —      | 19     | 4      | 8      |
| 2023/24                    | RKC Waalwijk    | Eredivisie      | 12         | 1          | 1          | 1     | 0     | 0     | —      | —      | —      | 13     | 1      | 1      |
| 2023/24                    | FC Utrecht      | Eredivisie      | 15         | 1          | 1          | 1     | 0     | 0     | —      | —      | —      | 16     | 1      | 1      |
| 2024/25                    | CD Castellón    | LaLiga2         | 12         | 0          | 2          | 2     | 1     | 1     | —      | —      | —      | 14     | 1      | 3      |
| 2024/25                    | FC Groningen    | Eredivisie      | 13         | 2          | 2          | 0     | 0     | 0     | —      | —      | —      | 13     | 2      | 2      |
| Carrière totaal            | Carrière totaal | Carrière totaal | 356        | 51         | 59         | 32    | 8     | 7     | 18     | 1      | 5      | 406    | 57     | 71     |
| Bijgewerkt op 12 juni 2025 |                 |                 |            |            |            |       |       |       |        |        |        |        |        |        |

## Trivia
- Mats Seuntjens heeft een tweelingbroer en zijn oudere broer Ralf Seuntjens heeft eveneens een tweelingbroer. Ralf Seuntjens en zijn tweelingbroer zijn exact drie jaar ouder dan Mats en zijn tweelingbroer. Daarnaast bestaat het gezin uit nog een broer.